# Campylostemon kennedyi
Campylostemon kennedyi là một loài thực vật có hoa trong họ Dây gối. Loài này được (Hoyle) Hoyle & Brenan mô tả khoa học đầu tiên năm 1947.